# Liste der polnischen Botschafter in Chile
Die polnische Botschaft befindet sich in der Mar del Plata 2055, Providencia.
| Ernannt       | Name                      | Bemerkungen | ernannt während der Regierung von | akkreditiert während der Regierung von | Posten verlassen |
| ------------- | ------------------------- | --- | --------------------------------- | -------------------------------------- | ---------------- |
| 1919          | Francisco Javier Orlowski | | Józef Piłsudski                   | Juan Luis Sanfuentes Andonaegui        |                  |
| 1921          | Władysław Mazurkiewicz    | Geschäftsträger | Józef Piłsudski                   | Arturo Alessandri Palma                | 1935             |
| 1935          | Wacław Dostal             | Geschäftsträger | Ignacy Mościcki                   | Carlos Dávila Espinoza                 | 1940             |
| 1940          | Władysław Mazurkiewicz    | | Władysław Raczkiewicz             | Pedro Aguirre Cerda                    | 1945             |
| 27. Jan. 1965 | Damian Silski             | Geschäftsträger | Edward Ochab                      | Eduardo Frei Montalva                  | 1966             |
| 2. Feb. 1966  | Jerzy Dudziński           | Botschafter | Edward Ochab                      | Eduardo Frei Montalva                  | 1969             |
| 1969          | Zygmunt Wołowiec          | Geschäftsträger | Marian Spychalski                 | Eduardo Frei Montalva                  | 1971             |
| 18. Mai 1971  | Eugeniusz Noworyta        | Nach dem Putsch in Chile 1973 am 11. September 1973 wurden die diplomatischen Beziehungen zwischen der polnischen und der chilenischen Regierung mit Wirkung vom 10. Oktober 1973 suspendiert. | Józef Cyrankiewicz                | Salvador Allende Gossens               | 10. Okt. 1973    |
| 1990          | Zenon Rządziński          | Xenon Rzadzinski | Wojciech Jaruzelski               | Patricio Aylwin Azócar                 | 1991             |
| 1991          | Zdzisław Jan Ryn          | | Lech Wałęsa                       | Patricio Aylwin Azócar                 | 1997             |
| 1997          | Daniel Passent            | | Aleksander Kwaśniewski            | Eduardo Frei Ruiz-Tagle                | 2001             |
| 2002          | Jarosław Spyra            | | Aleksander Kwaśniewski            | Ricardo Lagos Escobar                  | 2007             |
| 2007          | Maciej Ziętara            | Geschäftsträger | Lech Kaczyński                    | Michelle Bachelet                      | 2009             |
| 2009          | Ryszard Piaseck           | | Lech Kaczyński                    | Michelle Bachelet                      | 2012             |
| 2012          | Aleksandra Piątkowska     | | Bronisław Komorowski              | Sebastián Piñera                       | 2017             |
| 2017          | Jacek Gawryszewski        | | Andrzej Duda                      | Michelle Bachelet                      | 2024             |